# Raffinerie de Feyzin
La raffinerie de Feyzin est une raffinerie de pétrole située sur la commune de Feyzin au sud de Lyon, en France. D'importance régionale, elle voisine l'Institut français du pétrole (IFP) et appartient au groupe Total. Mise en service en 1964, elle est victime deux ans plus tard de l'accident dit « catastrophe de la raffinerie de Feyzin ». La raffinerie est encore en service et est actuellement classée « Seveso seuil haut ». Son effectif moyen est de 600 personnes.

## Histoire
Le site de la ville de Feyzin fut choisi à cause des éléments stratégiques proche d'un grand bassin d'emploi qu'est la métropole de Lyon. Elle est située dans la vallée de la chimie et la raffinerie fournit non pas seulement du carburant mais plusieurs milliers de sous-produits aux usines voisines. Elle est située sur l'oléoduc sud-européen Marseille-Lyon-Strasbourg.
Le 4 janvier 1966 a lieu la catastrophe de la raffinerie de Feyzin. Un champignon enflammé de 600 mètres de haut, tout près de Lyon, fit 18 morts, dont 11 pompiers, ainsi que 88 blessés et des dégâts matériels jusqu’à Vienne, à 25 km de Lyon, endommageant 1 475 habitations. Lors de cette catastrophe, se produisit un phénomène inconnu dénommé BLEVE.
En 2002, la société Total, propriétaire de la raffinerie, annonce engager des travaux de rénovation du site :
- mise en sécurité, modernisation des unités de raffinage : ces deux points nécessitent deux arrêts de l'unité en 2002 et 2003.
- « réduction » de l'impact des rejets sur l'environnement
- meilleure intégration de la raffinerie dans son paysage urbain[2] : grâce à la Cité de la création, les cuves et l'enceinte de la raffinerie sont recouvertes de fresques en juin 2004. Le coût de l'opération, intitulée « Nice Looking », s'élève à cinq millions d'euros.

Le 2 février 2007 a eu lieu une simulation d'accident pour tester la réactivité des unités d'intervention et de secours.
En 2011, un problème technique lors de la fermeture d'une vanne à la raffinerie de Feyzin laissa échapper un grand nuage de dioxyde de soufre poussé par un vent du sud au-dessus de l'agglomération lyonnaise.
Les 16 août et 13 septembre 2019, des incidents techniques à proximité de la raffinerie entraînant un risque d'incendie, les dépôts de gaz de Feyzin sont détruits par combustion dans des torchères. L'entreprise assure que cette opération, ne dégageant que des oxydes de carbone et de la vapeur d'eau, est sans danger pour les riverains.